# Richard Temple-Nugent-Brydges-Chandos-Grenville, III duca di Buckingham e Chandos
Richard Temple-Nugent-Brydges-Chandos-Grenville, III duca di Buckingham e Chandos (Londra, 10 settembre 1823 – Londra, 26 marzo 1889), è stato un nobile e politico britannico.
Amico personale di Benjamin Disraeli, prestò servizio come Segretario di Stato per le Colonie dal 1867 al 1868 e come governatore di Madras dal 1875 al 1880.
Lord Buckingham era l'unico figlio di Richard Temple-Nugent-Brydges-Chandos-Grenville, II duca di Buckingham e Chandos, e venne educato ai college di Eton e Christ Church, Oxford. Entrò nel British Army, raggiungendo il grado di colonnello. Quando si interessò di politica, lord Buckingham, nel 1846 venne eletto membro del parlamento per la costituente del Buckinghamshire per il partito conservatore. Lord Buckingham restò in carica dal 1846 al 1857, quando diede le dimissioni. Tentò la rielezione nel 1859, ma perse.
Nel marzo del 1867, venne nominato Segretario di Stato per le Colonie e prestò servizio in tale carica sino al dicembre del 1868. Fu Governatore di Madras dal 1875 al 1880. Come governatore, portò avanti numerose misure volte a venire incontro alle vittime della Grande Carestia del 1876-1878. Lord Buckingham fu inoltre Lord of the Treasury, Keeper of the Privy Seal del principe di Galles, Deputy Warden of the Stannaries, vice luogotenente del Buckinghamshire, consigliere della London and North-Western Railway, membro del consiglio privato del sovrano inglese, Lord President of the Council e consigliere di diverse commissioni della Camera dei Lords.

## Biografia

### I primi anni e l'educazione
Richard era il secondo e unico maschio dei figli di Richard, II duca di Buckingham e Chandos, e di sua moglie lady Mary, figlia minore di John Campbell, IV conte di Breadalbane e Holland (poi I marchese di Breadalbane). Sua sorella, Anna Temple-Nugent-Brydges-Chandos fu una nota attivista per i diritti delle donne nella sua epoca.
Alla morte di suo padre nel 1861, gli succedette ai titoli di duca di Buckingham e Chandos, marchese di Chandos e conte Temple di Stowe nella parìa del Regno Unito ed in quelli di marchese di Buckingham, Conte Temple di Stowe, visconte e barone Cobham nella parìa di Gran Bretagna e conte Nugent nella parìa d'Irlanda. Nel 1868, venne riconosciuto dalla Camera dei Lord anche al titolo di Lord Kinloss nella parìa di Scozia.
Il giovane lord frequentò Eton sino al 1841 e si diplomò poi al Christ Church, Oxford Due anni dopo, ottenne il rango di tenente nel Royal Buckinghamshire Yeomanry e quello di colonnello onorario del medesimo reggimento. Fu inoltre colonnello onorario del 1st Administrative Battalion, Middlesex Artillery Volunteers e poi della City of London Artillery.

### Gli inizi della carriera politica

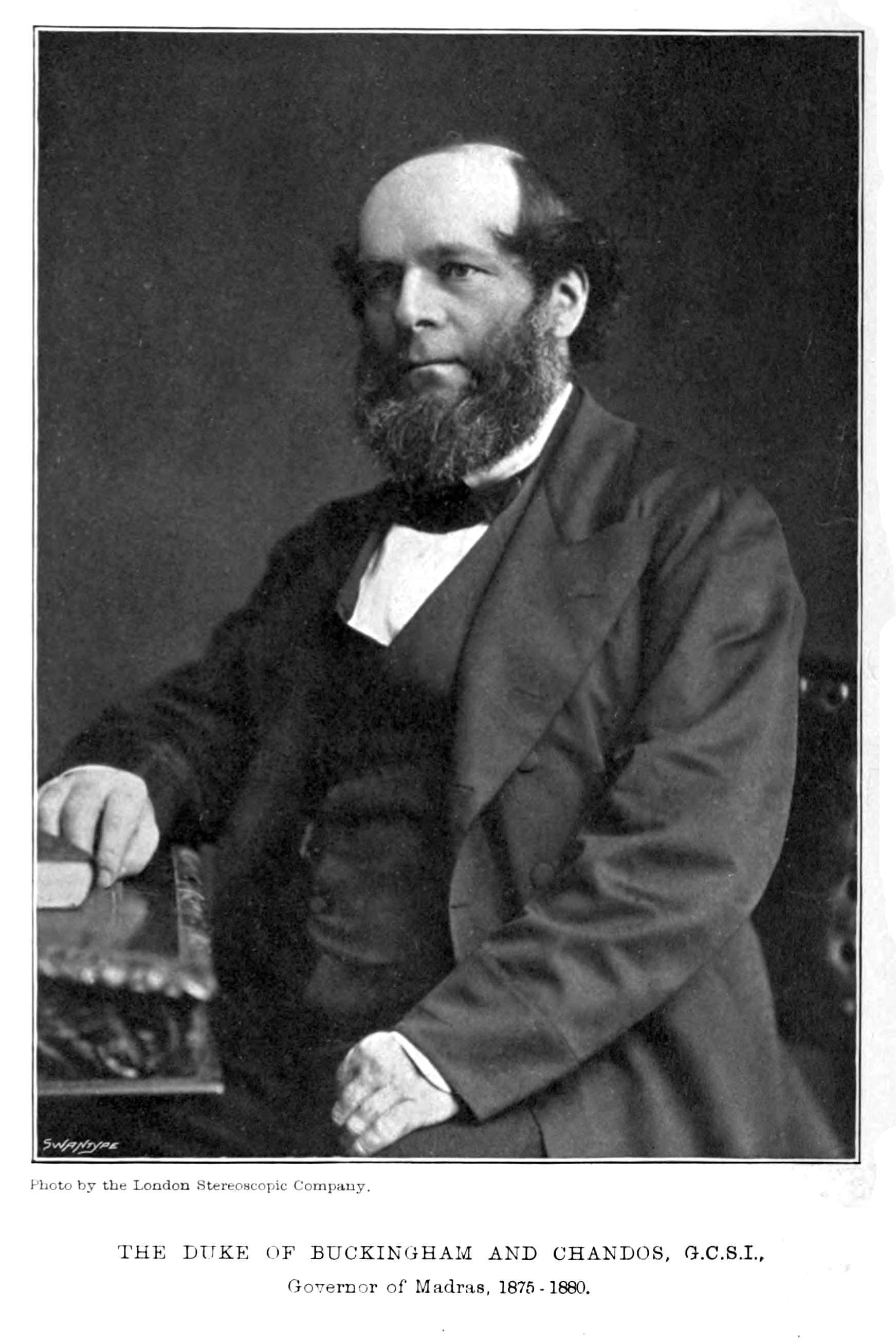
Il III duca di Buckingham e Chandos in una fotografia d'epoca

Nel 1846, lord Buckingham, entrò nel parlamento nelle file dei conservatori come deputato per la costituente del Buckinghamshire, mantenendo tale incarico sino al 1857. Venne inoltre nominato vice luogotenente dell'Oxfordshire il 3 febbraio 1846, dell'Hampshire dal 17 febbraio, e del Northamptonshire dal 29 maggio.
Nel 1852, entrò nell'amministrazione di Lord Derby come Lord of the Treasury, posizione che mantenne per dieci mesi. In quello stesso anno venne nominato anche Keeper of the Privy Seal del principe di Galles, Deputy Warden of the Stannaries, vice luogotenente del Buckinghamshire, e consigliere della London and North-Western Railway. Nel 1857, diede le proprie dimissioni da parlamentare e non si ripresentò per la situazione economica compromessa delle sue finanze, dovuta principalmente alla bancarotta del padre.
Nel 1859 si rimise in competizione con William Ewart Gladstone per la costituente di Oxford ma perse per 859 voti contro 1050. Nel 1861, succedette a suo padre ai titoli di duca di Buckingham e Chandos e sedette pertanto nella Camera dei Lords; si dimise anche dalla sua carica di consigliere della London and North-Western Railway. Negli anni '60 dell'Ottocento divenne anche consigliere della London Pneumatic Despatch Company.
La carriera politica di lord Buckingham rimase in stallo sino al 1866, quando venne nominato membro del consiglio privato del sovrano inglese e divenne Lord President of the Council dell'amministrazione di lord Derby. Fu inoltre uno dei consiglieri per la Grande Esposizione del 1862. Fu Lord President of the Council sino all'8 marzo 1867, quando succedette a Henry Herbert, IV conte di Carnarvon come Segretario di Stato per le Colonie.

### Segretario di Stato per le Colonie
Il duca di Buckingham e Chandos venne nominato Segretario di Stato per le Colonie quando lord Carnarvon diede le dimissioni da tale posizione nel marzo del 1867 e prestò servizio dall'8 marzo 1867 sino al 1º dicembre 1868. Durante questo periodo, egli venne anche nominato lord luogotenente del Buckinghamshire. Come Segretario di Stato per le Colonie, il duca di Buckingham dovette confrontarsi col British North America Act, entrando per esso in contrasto anche col vescovo John Colenso della colonia di Natal. Lord Buckingham rinunciò ai propri incarichi nel dicembre del 1868 quando con lui crollò anche il governo conservatore di Benjamin Disraeli a cui era particolarmente legato anche per amicizia personale.
Il 21 luglio 1868, la Camera dei Lords lo riconobbe come X Lord Kinloss nella parìa di Scozia, titolo che era rimasto dormiente dal VI lord Kinloss, suo antenato (Charles Bruce, III conte di Ailesbury), nel 1747. Secondo la deliberazione della Camera dei Lords il padre del duca venne riconosciuto postumo e de jure IX lord Kinloss, e sua nonna materna lady Anna Brydges come de jure VIII lady Kinloss. Anche se tale signoria era solo secondaria nel lungo elenco dei titoli dei duchi di Buckingham e Chandos, questo era l'unico a poter essere ereditato anche dalle figlie femmine e pertanto si rivelò fondamentale quando il duca non ebbe eredi maschi.

### Governatore di Madras

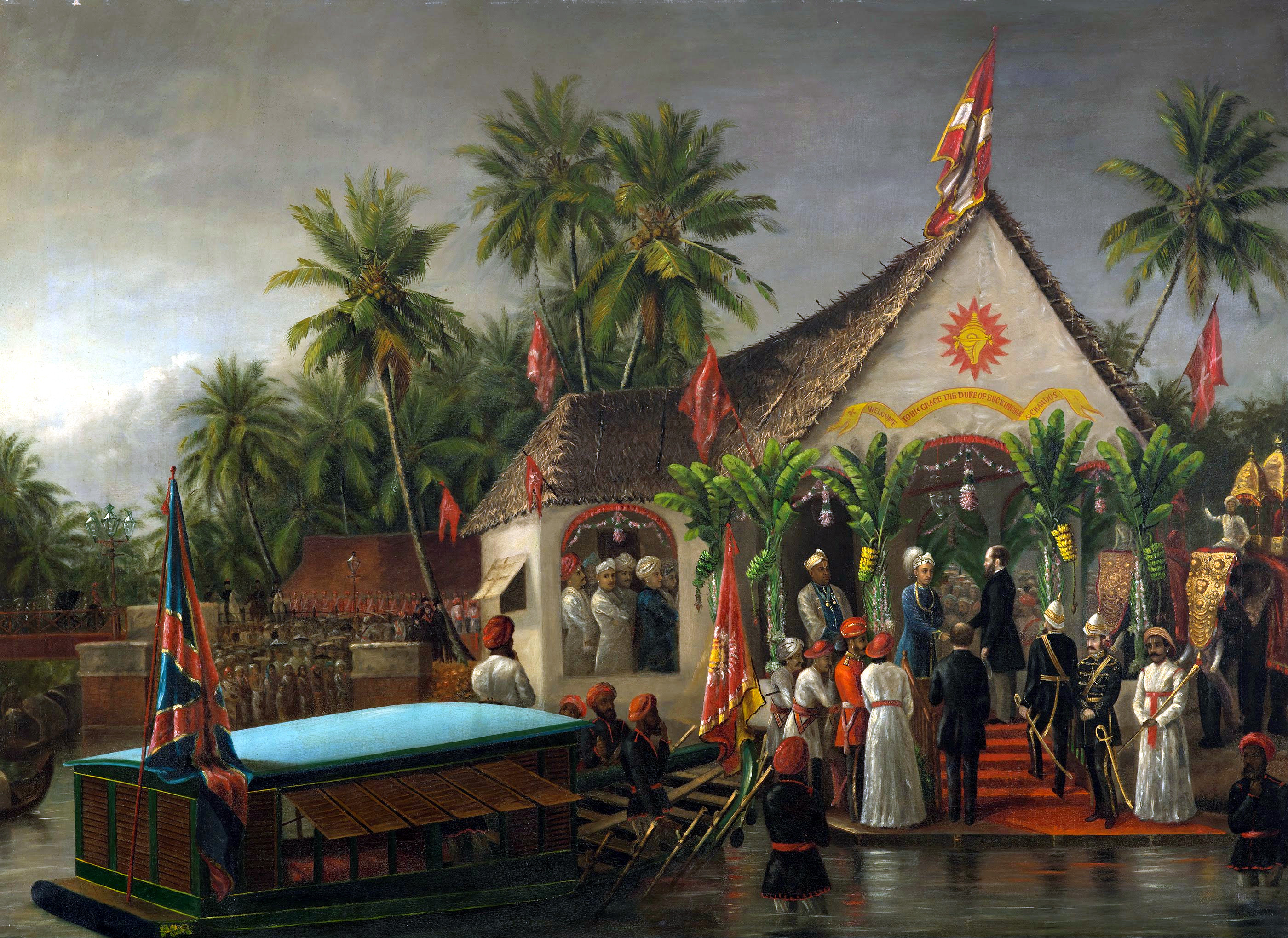
Dipinto di Raja Ravi Varma raffigurante il duca di Buckingham e Chandos che viene accolto dal principe Visakham Thirunal, col maharaja Ayilyam Thirunal, a Trivandrum, nello stato indiano di Travancore, nei primi anni '80 dell'Ottocento

Quando il partito conservatore tornò al potere nel Regno Unito nel 1874 e Disraeli divenne ancora una volta primo ministro, il duca di Buckingham venne nominato governatore della presidenza di Madras, nell'India britannica. Il duca di Buckingham dovette spostarsi a Madras per prendere possesso della sua sede il 23 novembre 1875.
Lord Buckingham fu governatore a Madras dal 1875 al 1880, ma quelli furono anni non facili: il periodo del suo governatorato venne piagato dal deteriorarsi delle condizioni socio-economiche e di salute della popolazione locale, innanzitutto a causa della Grande Carestia del 1876-1878 che ebbe il proprio epicentro proprio nella presidenza di Madras. Dall'agosto del 1877, la carestia aveva ormai già coinvolto 18.000.000 di persone in tutta l'India. A peggiorare le cose, le piogge furono troppo abbondanti su Madras e su Mysore. Grandi quantità di grano vennero fatte pervenire dal Bengala al porto di Madras e vennero distribuite a 839.000 persone nel solo distretto di Madras, oltre a 160.000 persone nel distretto di Bombay ed a 151.000 in quello di Mysore.
Il governatore fece appello alle principali città d'Inghilterra, Scozia, Irlanda e India perché inviassero generi d'assistenza. Su suggerimento dello stesso duca, il sindaco di Londra raccolse fondi per 475.000 sterline nel solo anno 1877; la carestia venne dichiarata terminata nel 1878.
Come parte delle opere per la ripresa dopo la carestia, il duca di Buckingham e Chandos iniziò la costruzione di un canale navigabile che connettesse la città di Madras con la parte settentrionale della presidenza così da facilitare i trasporti di rifornimenti verso l'entroterra in caso di necessità. Più di 715.000 persone vennero impiegate nella realizzazione delle opere a Madras ed il canale venne ufficialmente aperto nel 1878, inaugurato col nome del suo ideatore, Buckingham Canal appunto. Buckingham Street a George Town, in Malaysia, porta pure il suo nome per i molti lavoratori tamil che qui vennero portati durante il periodo coloniale britannico.
Ad ogni modo la tassazione imposta dagli inglesi scontentò alcune delle tribù a nord la cui protesta espose in una ribellione nel 1879, prontamente soppressa dalla polizia di Madras in cooperazione con l'esercito dell'Hyderabad; i prigionieri catturati vennero esiliati nelle Isole Andamane.
Il 30 agosto 1880, William Patrick Adam venne nominato governatore di Madras e succedette al duca di Buckingham e Chandos nel dicembre di quello stesso anno 1880.

### Gli ultimi anni

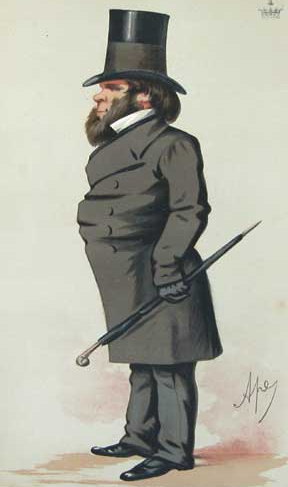
Il duca di Buckingham e Chandos, in una caricatura di Carlo Pellegrini del 1875.

Nel maggio del 1886, il duca di Buckingham e Chandos succedette a lord Redesdale come consigliere di alcune commissioni alla Camera dei Lords. Alla camera tenne alcuni discorsi e riuscì inoltre in quegli anni ad estinguere gli ultimi debiti lasciati da suo padre dopo la sua morte. Gradualmente riuscì a recuperare parte dei propri possedimenti ed al 1883 possedeva 10.482 acri di terra per un valore totale di 18.080 sterline.
Morì nel marzo del 1889, a 65 anni di età, di diabete a Chandos House, Londra. La malattia che lo affliggeva, con la quale conviveva già da tempo, non pareva più grave del solito ma ad ogni modo peggiorò nel giro di una settimana e, malgrado gli sforzi del dottor Henry Walter Kiallmark, medico di famiglia, e di sir James Paget, chiamato ad assistere, tutto fu inutile e andò degenerando sino alla morte del duca.
Venne sepolto nella cappella di famiglia nella chiesa di Wotton House, nel Buckinghamshire.
Senza eredi maschi, con lui si estinsero il ducato ed il marchesato di Buckingham e Chandos e la contea Temple. Suo nipote William Gore-Langton gli succedette nel 1892 come IV conte Temple di Stowe, titolo ricreato con rimando all'ultimo detentore; la sua primogenita, lady Mary, gli succedette nella signoria di Kinloss, in Scozia, che poteva per legge essere trasmessa anche per via femminile; infine un suo parente lontano, Charles Lyttelton gli succedette come VIII visconte Cobham.

## Matrimonio e figli
Il duca di Buckingham e Chandos sposò in prime nozze Caroline Harvey, figlia di Robert Harvey di Langley Park, sceriffo del Buckinghamshire, nonché sorella di Sir Robert Harvey, I baronetto di Langley Park, nel 1851. La coppia ebbe insieme tre figlie femmine:
- Mary Morgan-Grenville, XI lady Kinloss (1852–1944)
- Anne (1853–1890)
- Caroline Jemima Elizabeth (1858–1946)

Caroline morì nel febbraio del 1874. Il duca si risposò in seconde nozze con Alice Graham-Montgomery, figlia di sir Graham Graham-Montgomery, III baronetto, nel 1885, che aveva venticinque anni in meno di lui, dalla quale però non ebbe figli.

## Ascendenza
|                                                                                   |                |                                    | Genitori                                |  |  | Nonni |  |  | Bisnonni                                                 |  |  | Trisnonni             |  |
|                                                                                   |                |                                    |                                         |  |  |       |  |  | George Nugent-Temple-Grenville, I marchese di Buckingham |  |  | lord George Grenville |  |
|                                                                                   |                |                                    |                                         |  |  |       |  |  | George Nugent-Temple-Grenville, I marchese di Buckingham |  |  | lord George Grenville |  |
|                                                                                   |                | Elizabeth Wyndham                  |                                         |  |  |       |  |  | George Nugent-Temple-Grenville, I marchese di Buckingham |  |  |                       |  |
| Richard Temple-Nugent-Brydges-Chandos-Grenville, I duca di Buckingham e Chandos   |                |                                    |                                         |  |  |       |  |  | George Nugent-Temple-Grenville, I marchese di Buckingham |  |  |                       |  |
|                                                                                   |                | lady Mary Elizabeth Nugent         | Robert Nugent, I conte Nugent           |  |  |       |  |  |                                                          |  |  |                       |  |
|                                                                                   |                | lady Mary Elizabeth Nugent         | Robert Nugent, I conte Nugent           |  |  |       |  |  |                                                          |  |  |                       |  |
|                                                                                   |                | lady Mary Elizabeth Nugent         | Elizabeth Drax                          |  |  |       |  |  |                                                          |  |  |                       |  |
| Richard Temple-Nugent-Brydges-Chandos-Grenville, II duca di Buckingham e Chandos  |                | lady Mary Elizabeth Nugent         |                                         |  |  |       |  |  |                                                          |  |  |                       |  |
|                                                                                   |                | James Brydges, III duca di Chandos | Henry Brydges, II duca di Chandos       |  |  |       |  |  |                                                          |  |  |                       |  |
|                                                                                   |                | James Brydges, III duca di Chandos | Henry Brydges, II duca di Chandos       |  |  |       |  |  |                                                          |  |  |                       |  |
|                                                                                   |                | James Brydges, III duca di Chandos | lady Mary Bruce                         |  |  |       |  |  |                                                          |  |  |                       |  |
| Anna Elizabeth Brydges, baronessa Kinloss                                         |                | James Brydges, III duca di Chandos |                                         |  |  |       |  |  |                                                          |  |  |                       |  |
|                                                                                   |                | Anne Eliza Gamon                   | Richard Gamon                           |  |  |       |  |  |                                                          |  |  |                       |  |
|                                                                                   |                | Anne Eliza Gamon                   | Richard Gamon                           |  |  |       |  |  |                                                          |  |  |                       |  |
|                                                                                   |                | Anne Eliza Gamon                   | Elizabeth Grace                         |  |  |       |  |  |                                                          |  |  |                       |  |
| Richard Temple-Nugent-Brydges-Chandos-Grenville, III duca di Buckingham e Chandos |                | Anne Eliza Gamon                   |                                         |  |  |       |  |  |                                                          |  |  |                       |  |
|                                                                                   | Colin Campbell | Robert Campbell                    |                                         |  |  |       |  |  |                                                          |  |  |                       |  |
|                                                                                   | Colin Campbell | Robert Campbell                    |                                         |  |  |       |  |  |                                                          |  |  |                       |  |
|                                                                                   | Colin Campbell | Janet Campbell                     |                                         |  |  |       |  |  |                                                          |  |  |                       |  |
| John Campbell, I marchese di Breadalbane                                          | Colin Campbell |                                    |                                         |  |  |       |  |  |                                                          |  |  |                       |  |
|                                                                                   |                | Elizabeth Campbell                 | Archibald Campbell                      |  |  |       |  |  |                                                          |  |  |                       |  |
|                                                                                   |                | Elizabeth Campbell                 | Archibald Campbell                      |  |  |       |  |  |                                                          |  |  |                       |  |
|                                                                                   |                | Elizabeth Campbell                 | Jane Frend                              |  |  |       |  |  |                                                          |  |  |                       |  |
| lady Mary Campbell                                                                |                | Elizabeth Campbell                 |                                         |  |  |       |  |  |                                                          |  |  |                       |  |
|                                                                                   |                | David Gavin                        | …                                       |  |  |       |  |  |                                                          |  |  |                       |  |
|                                                                                   |                | David Gavin                        | …                                       |  |  |       |  |  |                                                          |  |  |                       |  |
|                                                                                   |                | David Gavin                        | …                                       |  |  |       |  |  |                                                          |  |  |                       |  |
| Mary Turner Gavin                                                                 |                | David Gavin                        |                                         |  |  |       |  |  |                                                          |  |  |                       |  |
|                                                                                   |                | lady Elizabeth Maitland            | James Maitland, VII conte di Lauderdale |  |  |       |  |  |                                                          |  |  |                       |  |
|                                                                                   |                | lady Elizabeth Maitland            | James Maitland, VII conte di Lauderdale |  |  |       |  |  |                                                          |  |  |                       |  |
|                                                                                   |                | lady Elizabeth Maitland            | Mary Lombe                              |  |  |       |  |  |                                                          |  |  |                       |  |
|                                                                                   |                | lady Elizabeth Maitland            |                                         |  |  |       |  |  |                                                          |  |  |                       |  |